# Robby Camphausen

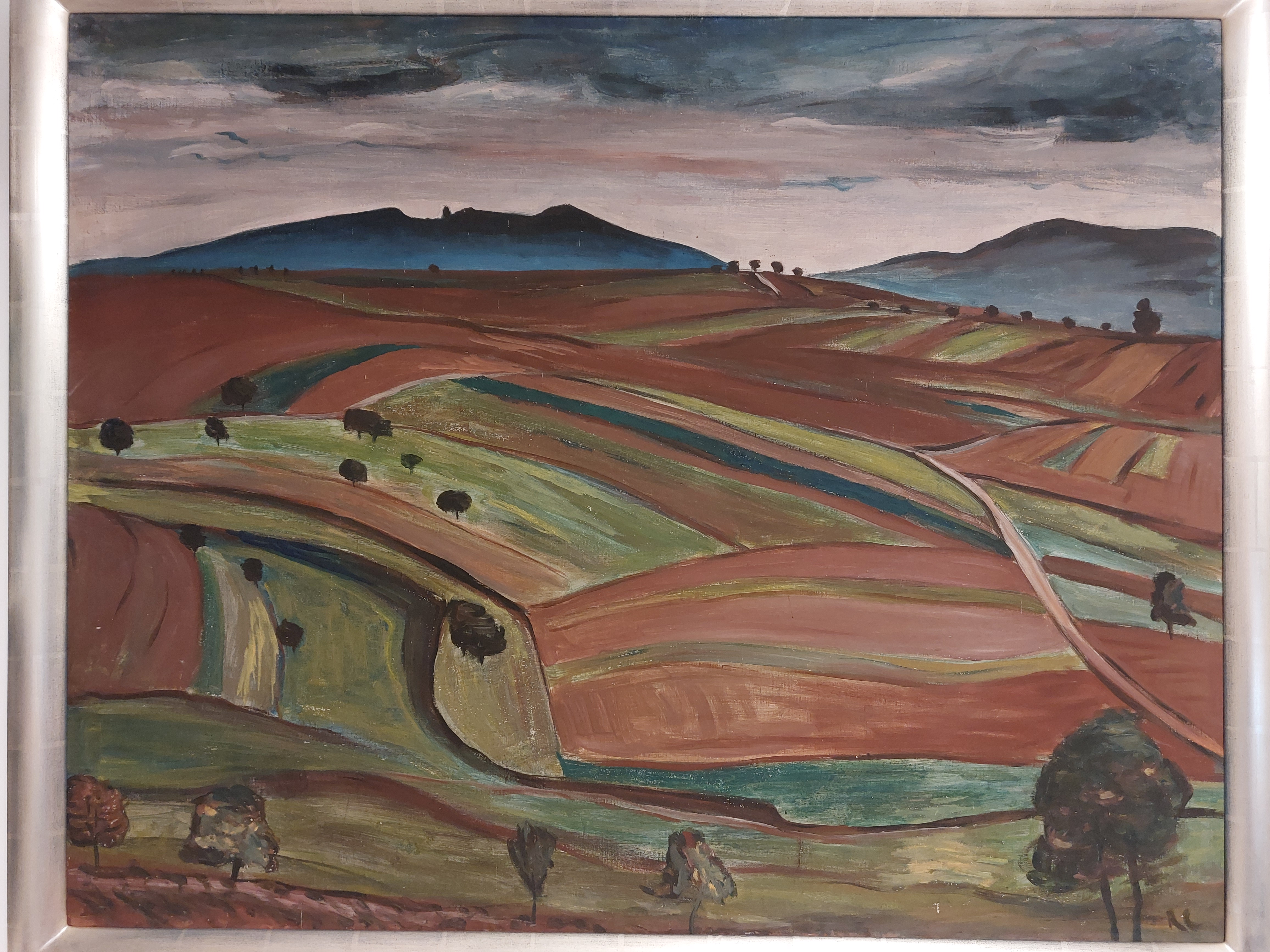
Hunsrücklandschaft vor 1936

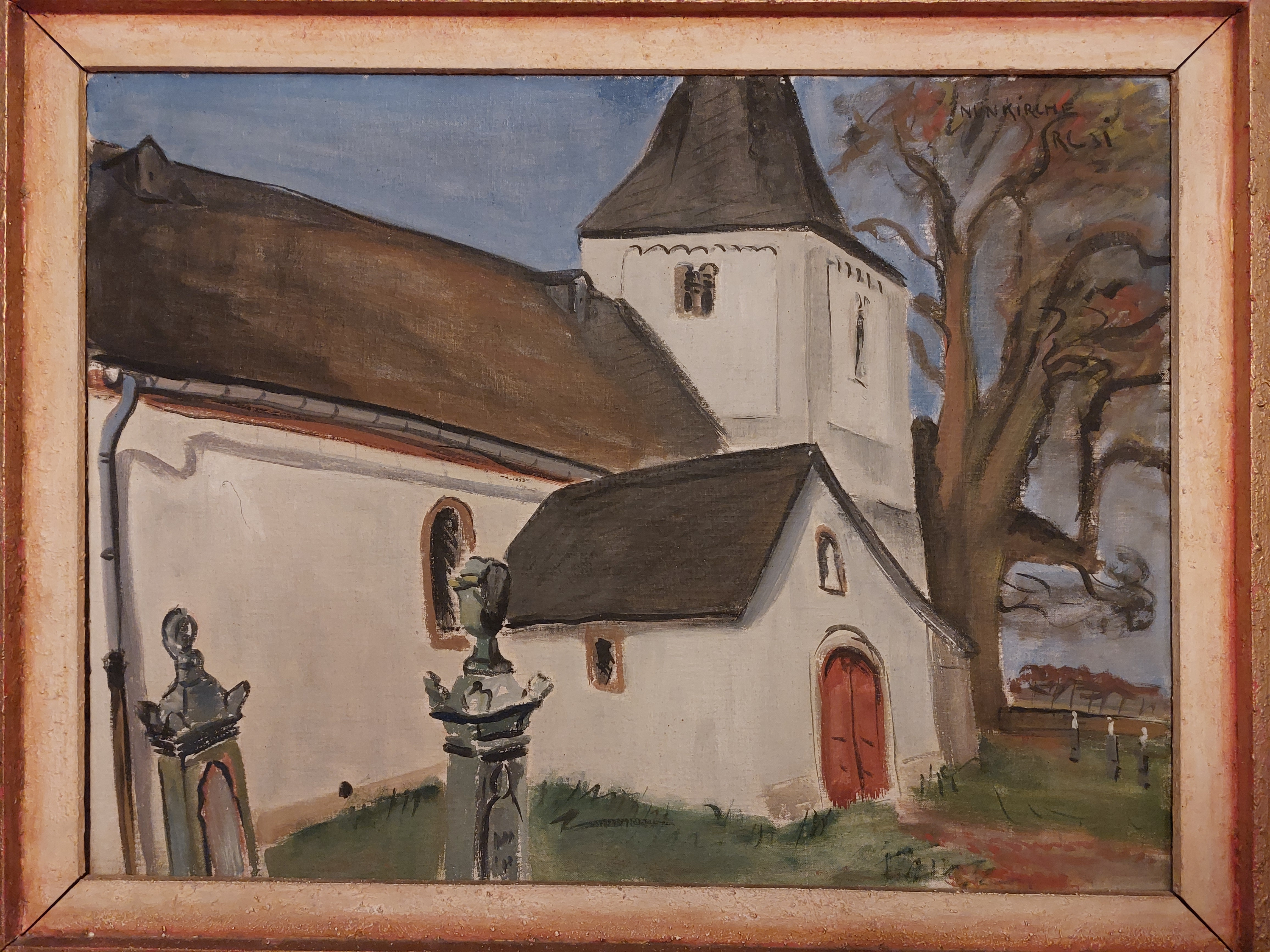
Nunkirche bei Sargenroth, 1931

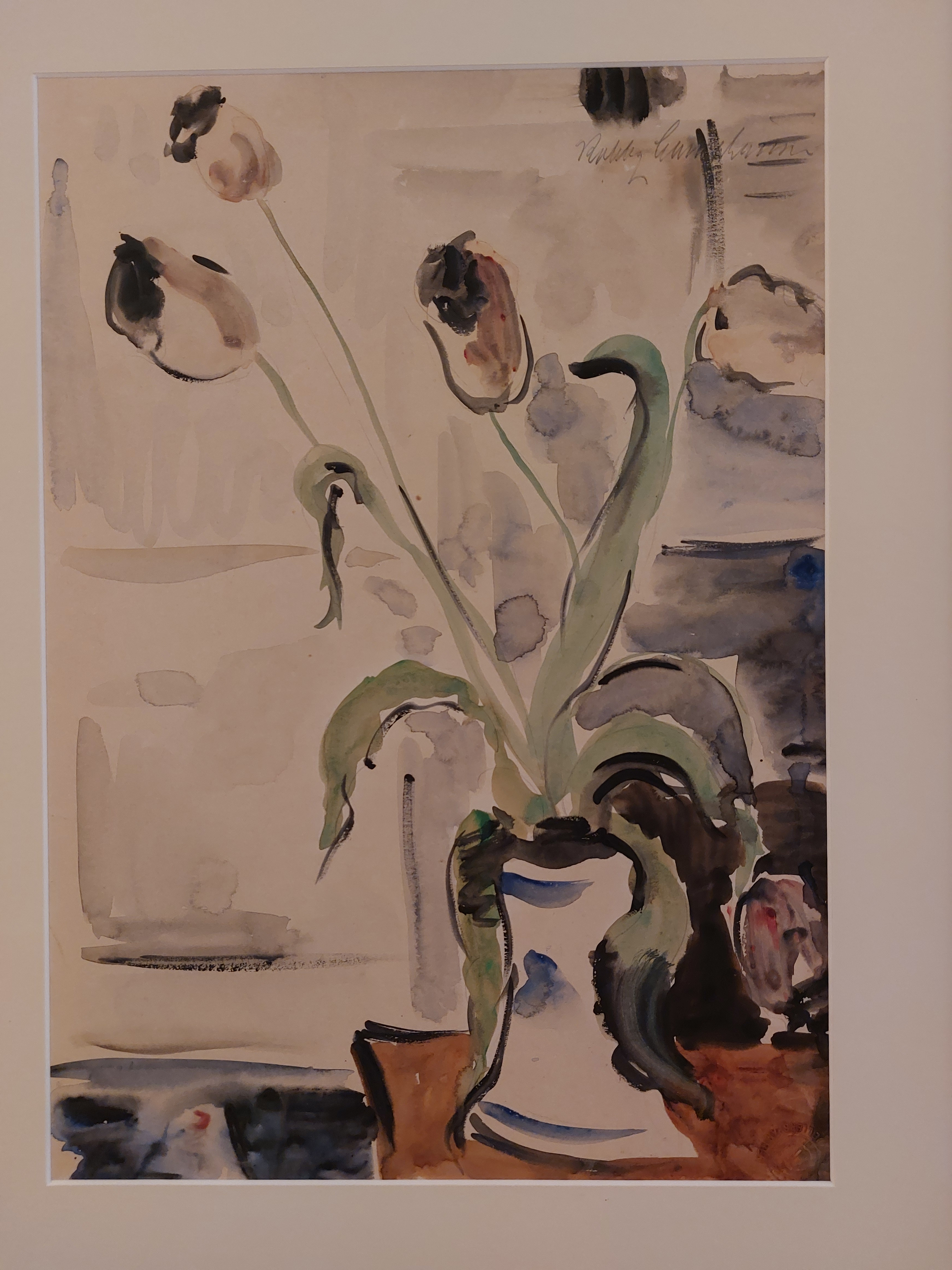
Stillleben, um 1930/35

Eduard August Robert gnt. Robby Camphausen (* 16. Februar 1895 in Hildesheim; † 13. Mai 1939 in Köln) war ein deutscher Maler.

## Leben
Camphausen war der Sohn der in Remscheid wohnhaften Eheleute Robert Camphausen und Maria Josefine Wilhelmine Hubertine geb. Menke. Camphausen war Mitglied der Künstlervereinigung „Das Junge Rheinland“ und gehörte der Düsseldorfer Malerschule an. Er malte regelmäßig auf dem Hunsrück. Im Jahr 1932 ehelichte er in Utrecht die Niederländerin Hedwig Roth. 
Während der NS-Zeit hatte Camphausen Kontakt zu Widerstandskämpfern. Nachdem er 1934 bei einer Veranstaltung in der Golzheimer Heide (Düsseldorf) von einem SS-Mann beleidigt wurde und diesen niedergeschlagen hatte, wurde er vom NS-Regime vor Gericht gestellt und erhielt in der Folge Berufsverbot. Von da an hielt sich Camphausen jährlich mehrere Monate auf dem Hunsrück auf und zog zudem von Düsseldorf nach Köln. 
Camphausen starb im Mai 1939 im Kölner Bürgerhospital an Lymphdrüsenkrebs. Er wohnte zuletzt im Haus Gilbachstr. 31 in der Kölner Neustadt und war geschieden.

## Ausstellungen
- Deutsche Kunst, Kunstpalast Düsseldorf, 2. Mai – Oktober 1928[4]
- Rheinische Sezession, Jubiläumsausstellung, Städtische Kunsthalle Düsseldorf, 4. Mai – 30. Juni 1929[5]
- Rheinische Sezession, Jahresausstellung, Städtische Kunsthalle Düsseldorf, Mai – Juni 1930[6]
- Düsseldorf-Münchener Kunstausstellung, Kunstpalast Düsseldorf, 14. Mai – 31. August 1932[7]

## Werke
Nach den 1930er Jahren fand wohl keine Ausstellung seiner Werke mehr statt. Etwa ein Dutzend seiner Werke – vorwiegend aus seiner Zeit im Hunsrück – ist in Privatsammlungen erhalten.